# Slaterdeterminant
En Slaterdeterminant är en typ av determinant inom kvantmekaniken som används för att konstruera fermioniska flerpartikeltillstånd utifrån enpartikeltillstånd. Slaterdeterminanten garanterar att flerpartikeltillstånden är antisymmetriska under permutation av de ingående partiklarnas identiteter. Slaterdeterminanterna av en ortonormal bas av enpartikeltillstånd utgör en bas för flerpartikeltillstånden och spänner således upp det så kallade Fockrummet.
Slaterdeterminanten är uppkallad efter den amerikanske fysikern John C. Slater, som introducerade begreppet 1929. Metoden att uttrycka ett flerpartikelsystems vågfunktion i termer av determinanter användes dock redan tre år tidigare av Werner Heisenberg och Paul Dirac oberoende av varandra.

## Tvåpartikelsystem
Låt {\displaystyle \phi _{\nu _{1}}(\mathbf {x} )} och {\displaystyle \phi _{\nu _{2}}(\mathbf {x} )} utgöra två ortonormala spinn-orbitaler med {\displaystyle \mathbf {x} =(\mathbf {r} ,\sigma )}. Det enklast tänkbara tvåpartikeltillståndet {\displaystyle \Phi _{\nu _{1}\nu _{2}}(\mathbf {x} _{1},\mathbf {x} _{2})} ges av en Hartreeprodukt av spinn-orbitalerna:
{\displaystyle \Phi _{\nu _{1}\nu _{2}}(\mathbf {x} _{1},\mathbf {x} _{2})=\phi _{\nu _{1}}(\mathbf {x} _{1})\phi _{\nu _{2}}(\mathbf {x} _{2}),}
där {\displaystyle \mathbf {x} _{1}} och {\displaystyle \mathbf {x} _{2}} är den första respektive den andra partikelns koordinater. Ett sådant tillstånd är emellertid inte antisymmetriskt och kan därför inte beskriva ett system med fermioner. Ett antisymmetriskt tillstånd kan dock erhållas genom att antisymmetrisera Hartreeprodukten:
{\displaystyle \Phi _{\nu _{1}\nu _{2}}(\mathbf {x} _{1},\mathbf {x} _{2})={\frac {1}{\sqrt {2}}}\left(\phi _{\nu _{1}}(\mathbf {x} _{1})\phi _{\nu _{2}}(\mathbf {x} _{2})-\phi _{\nu _{1}}(\mathbf {x} _{2})\phi _{\nu _{2}}(\mathbf {x} _{1})\right).}
Detta tillstånd är antisymmetriskt eftersom {\displaystyle \Phi _{\nu _{1}\nu _{2}}(\mathbf {x} _{1},\mathbf {x} _{2})=-\Phi _{\nu _{1}\nu _{2}}(\mathbf {x} _{2},\mathbf {x} _{1})}. Notera att {\displaystyle \nu _{1}=\nu _{2}} implicerar {\displaystyle \Phi _{\nu _{1}\nu _{2}}(\mathbf {x} _{1},\mathbf {x} _{2})=0}, det vill säga de två partiklarna kan inte besitta samma enpartikeltillstånd, vilket leder till den så kallade Pauliprincipen.
Ett mer systematiskt sätt att uttrycka ett antisymmetriserat tillstånd är att använda en determinant av en matris vars element består av enpartikeltillstånd:
{\displaystyle \Phi _{\nu _{1}\nu _{2}}(\mathbf {x} _{1},\mathbf {x} _{2})={\frac {1}{\sqrt {2}}}{\begin{vmatrix}\phi _{\nu _{1}}(\mathbf {x} _{1})&\phi _{\nu _{2}}(\mathbf {x} _{1})\\\phi _{\nu _{1}}(\mathbf {x} _{2})&\phi _{\nu _{2}}(\mathbf {x} _{2})\end{vmatrix}}.}
En sådan determinant kallas för Slaterdeterminant.
Givet en ortonormal bas {\displaystyle \{\phi _{\nu _{n}}(\mathbf {x} )\}} av enpartikeltillstånd kan en hel mängd av Slaterdeterminanter {\displaystyle \{\Phi _{\nu _{1}\nu _{2}}(\mathbf {x} _{1},\mathbf {x} _{2})\}} erhållas med olika värden på {\displaystyle \nu _{1}} och {\displaystyle \nu _{2}}. Dessa Slaterdeterminanter utgör i sin tur en bas för alla tvåpartikeltillstånd, det vill säga ett godtyckligt tvåpartikeltillstånd kan uttryckas som
{\displaystyle \Psi (\mathbf {x} _{1},\mathbf {x} _{2})=\sum _{\nu _{1}\nu _{2}}c_{\nu _{1}\nu _{2}}\Phi _{\nu _{1}\nu _{2}}(\mathbf {x} _{1},\mathbf {x} _{2}),}
där {\displaystyle c_{\nu _{1}\nu _{2}}} är komplexa koefficienter.

## N{\displaystyle N}-partikelsystem
På samma sätt som för ett tvåpartikelsystem kan ett {\displaystyle N}-partikeltillstånd erhållas med hjälp av en Slaterdeterminant:
| Slaterdeterminant {\displaystyle \Phi _{\nu _{1}\nu _{2}...\nu _{N}}(\mathbf {x} _{1},\mathbf {x} _{2},...,\mathbf {x} _{N})={\frac {1}{\sqrt {N!}}}{\begin{vmatrix}\phi _{\nu _{1}}(\mathbf {x} _{1})&\phi _{\nu _{2}}(\mathbf {x} _{1})&\cdots &\phi _{\nu _{N}}(\mathbf {x} _{1})\\\phi _{\nu _{1}}(\mathbf {x} _{2})&\phi _{\nu _{2}}(\mathbf {x} _{2})&\cdots &\phi _{\nu _{N}}(\mathbf {x} _{2})\\\vdots &\vdots &\ddots &\vdots \\\phi _{\nu _{1}}(\mathbf {x} _{N})&\phi _{\nu _{2}}(\mathbf {x} _{N})&\cdots &\phi _{\nu _{N}}(\mathbf {x} _{N})\end{vmatrix}}={\frac {1}{\sqrt {N!}}}\sum _{p\in S_{N}}{\text{sign}}(p)\left(\prod \limits _{j=1}^{N}\phi _{\nu _{j}}(\mathbf {x} _{p(j)})\right)} |
där {\displaystyle S_{N}} betecknar den symmetriska gruppen av de {\displaystyle N!} olika permutationerna {\displaystyle p} av de {\displaystyle N} koordinaterna {\displaystyle \mathbf {x} _{1},\mathbf {x} _{2},...,\mathbf {x} _{N}} och där {\displaystyle {\text{sign}}(p)} betecknar permutationens signum.
Ett godtycklig {\displaystyle N}-partikeltillstånd kan uttryckas som
{\displaystyle \Psi (\mathbf {x} _{1},\mathbf {x} _{2},...,\mathbf {x} _{N})=\sum _{\nu _{1}\nu _{2}...\nu _{N}}c_{\nu _{1}\nu _{2}...\nu _{N}}\Phi _{\nu _{1}\nu _{2}...\nu _{N}}(\mathbf {x} _{1},\mathbf {x} _{2},...,\mathbf {x} _{N}),}
där {\displaystyle c_{\nu _{1}\nu _{2}...\nu _{N}}} är komplexa koefficienter.

## Andrakvantisering
Eftersom en Slaterdeterminant {\displaystyle \Phi _{\nu _{1}\nu _{2}...\nu _{N}}(\mathbf {x} _{1},\mathbf {x} _{2},...,\mathbf {x} _{N})} per automatik är antisymmetrisk i alla dess koordinater är det överflödigt att specificera varje enskild koordinat. Istället räcker det med att enbart specificera vilka orbitaler {\displaystyle \nu _{1},\nu _{2},...,\nu _{N}} som är besatta. Detta leder naturligt till införandet av ockupationstalvektorer
{\displaystyle |\Phi \rangle =|n_{1}n_{2}...n_{M}\rangle }
där ockupationstalen {\displaystyle n_{i}=0,1} specificerar om den {\displaystyle i}:te orbitalen är besatt eller inte. Införandet av ockupationstalvektorer utgör grunden för andrakvantiseringsformalismen.

## Fockrum
Slaterdeterminanterna av enpartikeltillstånden utgör en bas för de olika {\displaystyle N}-partikeltillstånden. För ett system med varierande partikelantal kan således Slaterdeterminanter av olika antal enpartikeltillstånd användas för att skapa en bas för alla flerpartikeltillstånd. Rummet som spänns upp av alla dessa Slaterdeterminanter kallas för Fockrummet.

## Slaterpermanent
Slaterdeterminanter kan inte användas för att skapa bosoniska flerpartikeltillstånd eftersom de sistnämnda är symmetriska, och inte antisymmetriska, under permutation av de ingående partiklarnas identiteter. Däremot kan en analog metod, ibland kallad Slaterpermanent, användas där permanent av matriser med enpartikeltillstånd istället för determinanter används.